# Web of Spider-Man
Web of Spider-Man (укр. Павутина Людини-павука) - серія коміксів про супергероя Людину-павука, яка видавалася Marvel Comics з 1985 по 1995 рік і з 2009 по 2010 (Vol. 2). Всього було випущено 129 номерів коміксу (Vol.1). Відомий тим, що в 18-му номері коміксу Web of Spider-Man у вересні 1986 року вперше з'явився Едді Брок.

## Історія

### Volume 1
Комікс Web of Spider-Man прийшов на заміну попередньому Marvel Team-Up, який в той час був третім щомісяця виходять коміксом за участю Людини-павука.
У перші роки виходу коміксу і в 1990-1991 він не мав постійних авторів, в результаті чого якість коміксу було гірше в порівнянні з двома іншими коміксами того часу про Людину-павука, The Amazing Spider-Man і The Spectacular Spider-Man. Найбільше над коміксом працював художник Алекс Савюк, який намалював понад 80 випусків у період з 1988 по 1994 роки.
Після 129 номера, що вийшов в жовтні 1995 року, серія була перейменована в Web of Scarlet Spider і нумерація випусків знову почалася з одиниці. Після чотирьох випусків Web of Scarlet Spider, серія була закрита, і замість неї почався випуск нового коміксу про Людину-павука-The Sensational Spider-Man.

### Volume 2
У жовтні 2009 року комікс Web of Spider-Man був перезапущений. Серія була закрита у вересні 2010 року, всього вийшло 12 випусків.